# Точка на нескінченності

Дійсна пряма з точкою на нескінченності; її називають дійсна проєктивна пряма.

В геометрії точка на нескінченності або ідеальна точка є ідеалізованою обмежувальною точкою на «кінці» кожної прямої.
В афінній площині (в тому числі евклідовій площині) існує одна ідеальна точка для кожного пучка паралельних прямих площини. Приєднання цих точок утворює проєктивну площину, в якій точки вже не можливо розрізнити, якщо ми «не пам'ятаємо» які точки були додані. Це справедливо для геометрії над будь-яким полем і, загалом, над будь-яким тілом.
Точка на нескінченності доповнює пряму до топологічно замкненої кривої. У багатовимірних просторах всі точки на нескінченності утворюють проєктивний підпростір на один вимір менше, ніж проєктивний простір, до якого вони належать. Точка на нескінченності також може бути додана до комплексної прямої (яку можна вважати комплексною площиною), тим самим перетворюючи її на замкнену поверхню, відому як комплексна проєктивна пряма, CP1, яка також називається сферою Рімана (коли комплексні числа відображаються в кожній точці).
У гіперболічному просторі кожна пряма має дві різні ідеальні точки. Тут множина ідеальних точок має форму квадрики.

## Афінна геометрія
У афінному або евклідовому просторах більшої вимірності точки на нескінченності — це точки, які додаються до простору для того, щоб отримати проєктивний простір. Множина точок на нескінченності називається залежно від вимірності простору: пряма на нескінченності, площина на нескінченності або гіперплощина на нескінченності, в будь-якому випадку вимірність проєктивного простору буде на одиницю менше.
Проєктивний простір над полем — це сингулярна точка на алгебричному многовиді, те саме стосується і множини точок на нескінченності. Аналогічно, якщо основне поле є дійсним або комплексним, то множина точок на нескінченності є многовидом.

### Перспектива
В живописі та для технічних зображень, перспектива є проєкцією на площину точки на нескінченності для класу паралельних прямих і називається зникомою точкою.

## Гіперболічна геометрія
У гіперболічній геометрії точки на нескінченності зазвичай називають ідеальними точками. На відміну від евклідової та еліптичної геометрії, у кожної прямої є дві точки на нескінченності: для прямої l та точки P, яка не належить l, право- та ліво- асимптотично паралельні прямі збігаються асимптотично до різних точок на нескінченності.
Всі точки на нескінченності разом утворюють абсолют Кляйна або границю гіперболічної площини.

## Інші узагальнення
Ця конструкція може бути узагальнена на топологічні простори. Для топологічного простору можуть існувати різні компактифікації, але довільний топологічний простір допускає компактифікацію Александрова, яку також називають одноточковою компактифікцією, коли початковий простір сам по собі не є компактним. Проєктивна пряма (над довільним полем) — це компактифікація Александрова відповідного поля. Таким чином, коло — це одноточкова компактифікація дійсної прямої, а сфера — одноточкова компактифікація площини. Проєктивні простори Pn для n > 1 не є одноточковими компактифікаціями відповідних афінних просторів з причини, зазначеної вище у § Афінна геометрія та доповнення гіперболічних просторів ідеальними точками також не є одноточковими компактифікаціями.